# Рубинштейн, Николай Леонидович
Никола́й Леони́дович (Ла́заревич) Рубинште́йн (11 (23) декабря 1897, Одесса — 26 января 1963, Москва) — советский историк, специалист в области историографии истории России, социально-экономического развития России XVIII века. 

## Биография
Был младшим из четырёх сыновей состоятельного одесского юриста Лазаря Николаевича Рубинштейна и Полины Петровны Рубинштейн. Его отец был знаком с многими общественными деятелями, учёными и артистами, придерживался демократических взглядов, что повлияло на мировоззрение его сыновей. Дети получили хорошее домашнее образование; старший брат Сергей стал известным учёным-психологом.
В 1910 году, после домашней подготовки, Рубинштейн поступил сразу в третий класс Ришельевской гимназии. Преподавателем истории в гимназии был известный архивовед И. Л. Маяковский, один из учеников академика А. С. Лаппо-Данилевского. Под руководством учителя Рубинштейн уже на гимназической скамье прочитал труды П. Г. Виноградова, Н. И. Кареева, Корелина, С. М. Соловьёва, В. О. Ключевского, Н. И. Костомарова. Кроме того, он читал Канта, Риккерта, Виндельбанда, Штаммлера, выучил латынь.
Окончив гимназию с золотой медалью, он поступил в Новороссийский университет. В 1922 году окончил факультет профессионального образования Одесского института народного образования. В начале учёбы интересы Рубинштейна лежали преимущественно в области медиевистики и новой истории Западной Европы, он занимался историко-философскими и методологическими вопросами. На старших курсах его заинтересовали вопросы, связанные с социально-экономической историей России.
В начале 1922 года Рубинштейн защитил дипломную работу на тему «Западные торговые пути Украины-Руси». Параллельно он являлся вольнослушателем юридического факультета Одесского института народного хозяйства, после защиты диплома в 1924 году его лично просил остаться и продолжить работу декан факультета. Рубинштейн отказался от предложения и решил полностью посвятить себя изучению истории.
Рубинштейн совмещал несколько работ, продолжая научную деятельность, посвященную истории краеведения и декабристского движения. Статья «Экономическое развитие России в начале XIX века, как основа движения декабристов» была опубликована в крупном историческом журнале «Каторга и ссылка» и принесла учёному успех.
В 1927—1930 годах преподавал в Одесском институте народного образования.
В 1931 году вместе с семьёй переселился в Москву, где приступает к углублённому изучению русской историографии. Он разработал курс русской историографии, который впервые прочёл в МИФЛИ в 1936 году, затем в МГУ в 1938—1939 учебном году.

### Концепция и учебник «Русская историография»
15 мая 1940 года Рубинштейн защитил диссертацию на соискание учёной степени доктора исторических наук по теме «Основные пути развития русской исторической науки». Диссертация затем легла в основу книги «Русская историография», опубликованной в 1942 году и ставшей первой крупной обобщающей работой, посвящённой развитию исторической мысли России:

… по диапазону использованных источников и по чёткости историографического анализа труд Рубинштейна во многом не утратил своей научной ценности и в настоящее время.

Изданию монографии предшествовали споры, главный вопрос которых — возможность предоставления «Русской историографии» статуса вузовского учебника. В комиссию входили академики Ю. В. Готье, М. Н. Тихомиров, М. В. Нечкина, член-корреспондент АН СССР А. В. Шестаков и др. Хотя монография подвергалась критике, но благодаря выступлению Тихомирова, вышла в свет в статусе учебного пособия. В конце 1942 года вышла рецензия О. Л. Вайнштейна, которая, несмотря на перечисление некоторых недочётов, давала высокую оценку работы в целом.
В 1941 году в Саратове, куда эвакуировали Рубинштейна после начала Великой Отечественной войны, он возглавил кафедру истории СССР и стал деканом исторического факультета Саратовского университета. В 1944 году вступил в ВКП(б).
В 1947 году А. А. Жданов подверг критике работу Г. Ф. Александрова «История западноевропейской философии», которая по замыслу и структуре была близка к работе Рубинштейна. Критика заключалась в том, что история философии изображалась как плавный эволюционный этап, тем самым марксизм представлялся простым преемником предыдущих учений; также критиковалось «отсутствие партийности в философии». Эти обвинения вскоре были адресованы и «Русской историографии». Рубинштейн в ответ опубликовал в журнале «Вопросы истории» статью «Проблемы построения русской историографии», в которой отметил следующие свои «ошибки»:
- слишком высокая оценка влияния западноевропейской мысли на развитие русской исторической науки;
- переоценка роли Г.-Ф. Миллера;
- недостаточное внимание творчеству М. В. Ломоносова.

Начались дискуссии, результатом которых стал разгром «Русской историографии» на совещании, прошедшем 15—20 марта 1948 года, на котором Рубинштейну не предоставили слова и на котором были выдвинуты следующие обвинения:
- преувеличение западноевропейского влияния на русскую историографию;
- игнорирование исторических воззрений декабристов и революционеров-демократов;
- увлечение абстрактно-академическими определениями и буржуазным объективизмом;
- схематизм и упрощение важных проблем;
- отсутствие классового принципа при рассмотрении предмета историографии и её периодизации и т. д.

Статья Рубинштейна с признанием своих «ошибок» была проигнорирована. Критика была настолько резкой, что Министерство высшего образования запретило использовать книгу в качестве учебного пособия. В течение следующих двух лет Рубинштейн ещё несколько раз «прорабатывался» на подобных совещаниях, где его обвиняли в космополитизме, а затем увольняли с работы из МГУ и ГИМа.
В начале 1950-х годов Рубинштейна снова начали привлекать к историографической деятельности. Он участвовал в работе над «Очерками истории исторической науки в СССР», учебником «Историография истории СССР», «Советской исторической энциклопедией» и др.
Как отмечают ныне, в труде Н.Л. Рубинштейна «Русская историография» в советской историографии впервые целостно, системно, с позиций марксистской теории исторического процесса, были представлены и рассмотрены теоретические вопросы историографии как исторической дисциплины.

## Основные работы
Автор более 70 статей по разным темам и нескольких крупных монографий.
Отедльные издания
- К истории Учредительного собрания. — М. — Л.: Госсоцэкономиздат, 1931. — 128 с.
- Русская историография. — М.: Госполитиздат, 1941. — 659 с.
- Историческое знание феодальной Руси (XI—XVII вв.) Стенограмма лекции, читанной 6 января 1945 г. — М., 1945
- Ближний и Средний Восток после первой мировой войны: Лозаннская конференция: Лекции… . — М.: ВПШ при ЦК ВКП(б), 1952. — 39 с.
- Сельское хозяйство России во второй половине XVIII в.: историко-экономический очерк. — М.: Госполитиздат, 1957. — 494 с.

Статьи
- О мануфактурном периоде русской промышленности и складывании капиталистического уклада в России в XVIII в. // Вопросы истории. 1947. № 12.
- О путях исторического исследования // История СССР. 1962. № 6.
- Иконников, Владимир Степанович / Рубинштейн Н. Л. // Ива — Италики. — М. : Советская энциклопедия, 1972. — (Большая советская энциклопедия : [в 30 т.] / гл. ред.  А. М. Прохоров ; 1969—1978, т. 10).